# Route de la paix
 (octobre 2022).
 (28 août 2024).
La route de la paix (International Peace Highway) est une initiative lancée par la secte Moon en Corée du Sud, avec pour but de relier le monde entier par un réseau d'autoroutes ne nécessitant pas de passeport pour voyager.  
Le concept consisterait à relier l’ensemble des terres habitées par un réseau de routes, tunnels et ponts transcontinentaux, et créer au besoin des ponts ou des tunnels, notamment au niveau du détroit de Béring (appelé « pont intercontinental pour la paix »),, ainsi qu’un pont entre le Japon et la Chine.
Un article de Gregory T. Pope, et des illustrations par Alan Gutierrez donnent un aperçu de ce projet dans l'édition d'avril 1994 de Popular Mechanics. Il montre le détail du parcours et le projet du Intercontinental Peace Bridge Asia And North America.

## Tunnel entre le Japon et la Corée
460.000 m² de terrain ont été acquis par l' "International Highway Foundation" (IHF), basée à Tokyo, pour la construction du tunnel : 165.000 m² dans la ville de Karatsu, 280.000 m² dans la ville de Tsushima, et environ 17.000 m² dans la ville d'Iki. La fondation a reçu un don de 10 milliards de yens de l’Église de l'Unification pour ces achats.
Après l'Assassinat de Shinzō Abe, le projet de tunnel sous-marin Japon-Corée, qui avait été soutenu par plusieurs hommes politiques et universitaires japonais, a été décrit comme absurde par Tetsuo Saitō, le Ministre du Territoire, et critiqué par des avocats représentant d'anciens membres de l’Église de l'Unification ou des parents de membres comme étant un moyen de demander des donations d'argent élevées au profit du mouvement religieux.